# 早乙女雅博
早乙女 雅博（さおとめ まさひろ、1952年4月15日 - ）は、日本の考古学者。東京大学名誉教授・放送大学客員教授。専門は朝鮮考古学。

## 経歴
1952年、神奈川県で生まれた。麻布高等学校を卒業し、東京大学文学部に入学。考古学を専攻し、1976年に卒業。同大学大学院に進み、1981年に博士課程を単位取得退学。
その後は、東京国立博物館学芸部東洋課東洋考古室研究員となった。1988年に同主任研究官、1990年に同北東アジア室長となった。1996年4月、母校の東京大学文学部助教授となった(附属文化交流研究施設朝鮮文化部門）。1998年、同人文社会系研究科助教授に配置換えとなり、、2007年より准教授、2010年に教授昇格。2018年に東京大学を定年退職し、名誉教授となった。その後は放送大学客員教授として教鞭をとっている。

## 著作
著書
- 『朝鮮半島の考古学』(世界の考古学 10) 同成社 2000
- 『新羅考古学研究』同成社 2010

共編
- 『古代朝鮮の考古と歴史』李成市共編 雄山閣 2002
- 『新訂 考古学』設楽博己共編 放送大学教育振興会 2018

## 参考資料
- 東京大学文学部
- (ひらけ！ゴマ！！早乙女雅博先生の巻・広開土王碑の拓本)